# Pyrausta bieti
Pyrausta bieti là một loài bướm đêm trong họ Crambidae.